# Augustin-Pierre Dubrunfaut
Augustin-Pierre Dubrunfaut (* 1. September 1797 in Lille; † 1881 in Bercy bei Paris) war ein französischer Chemiker, der bekannt wurde für Erfindungen in der Zuckerindustrie und in der Chemie der Gärung.
Dubrunfaut studierte am Collège de Lille und in Paris. Er arbeitete in einer Zuckerraffinerie und war 1825 bis 1830 Professor an der Ecole de Commerce de Paris. 1827 gründete er eine eigene Schule in Bercy, in der er die Herstellung von Zucker und die Destillation von Branntwein lehrte.
Dubrunfaut beschrieb im Jahr 1846 als erster die Mutarotation von Zuckerlösungen. Hierbei ändert sich die spezifische Drehung des polarisierten Lichtes mit der Zeit in frisch angesetzten Lösungen von Zucker in Wasser. Er entwickelte ein Verfahren zur Herstellung von Zucker aus den Melasserückständen, das später von anderen soweit verbessert wurde, dass es für viele Jahre als Strontianverfahren breite Anwendung fand.

## Arbeiten
- Art de fabriquer le sucre de betteraves, contenant 1. la description des meilleures méthodes usitées pour la culture et la conservation de cette racine[4]
- Traité complet de l'art de la distillation Paris: Bachelier, 1824